# Яруга (Кам'янець-Подільський район)
Яру́га — село в Україні, у Слобідсько-Кульчієвецькій сільській територіальній громаді Кам'янець-Подільського району Хмельницької області.

## Назва
Яруга — синонім слова яр, в значені глибокий, великий яр. Село було розташоване в яру, поміж скель. Пізніше, коли почала підніматися вода в річці, люди переселялись на гору.
У зв'язку з тим, що село знаходилося неподалік від Баговиці певний період мало назву Яруга-Баговицька.
Подібну назву мають декілька географічних об'єктів України, село Яруга Могилів-Подільського району, село Кам'яна Яруга Чугуївського району та Сидорова Яруга Охтирського району.

## Географія
Подільське село Яруга розташоване в південно-західній частині України на лівому березі річки Баговичка, на відстані 1 км від села нижче за течією Баговичка впадає в Дністер. Відстань до райцентру міста Кам'янець-Подільський 16,2 кілометра автошляхами.

### Клімат
Яруга знаходяться в межах вологого континентального клімату із теплим літом у так званому «теплому Поділлі», тут весна настає на 2 тижні раніше. Але діяльність людини призводить до поганих змін та глобального потепління. Рівень наповнення річок водою в області становить лише 20 % від необхідного стандарту, значна частина земної поверхні стає посушливою. Для покращення ситуації варто було б відновлювати екосистеми та лісові насадження.

## Історія
Перша писемна згадка про село початок XVIII століття. Точної дати появи Яруги невідомо. Краєзнавець Юхим Сіцінський писав, що Яруга древніша Врублівець. За місцевою легендою запорізькі козаки 1621 року на чолі з гетьманом Петром Сагайдачним переходили річку в найменшому броді, який знаходився в селі.
Хресто-Воздвиженська церква заснована в 1756 році на кошти баговицького старости Іосифа Крузера та місцевих прихожан. Була дерев'яна одноповерхова споруда, в 1788 році перебудована. Припинила своє існування після 1801 року, тоді приход був об'єднаний з селом Врублівці.
Перший млин побудований 1873 року господарями Семеном і Павлом Волохівськими.
Федір Кухарук — вихідець із Яруги, мав титул купця Першої гільдії. У нього в користуванні було сотні гектарів землі, ліс біля Демшина. Він розводив свиней, які постачав у Німеччину, а золоті монети вкладав у швейцарський банк. У селі, також, проживало кілька сімей євреїв, одна з яких займалася чоботарством.
З 1893 року в Ярузі діяла школа грамоти.
Внаслідок поразки Перших визвольних змагань на початку XX століття, село надовго окуповане російсько-більшовицькими загарбниками.
Радянська окупація принесла колективізацію та розкуркулення, мешканці села зазнали репресій. Сільську раду села облаштували в будинку сім'ї Гоцуляків.
В 1932–1933 селяни села пережили сталінський геноцид.
По закінченню Другої світової війни у 1946—1947 роках мешканці села вчергове пережили голод.
З 24 серпня 1991 року село входить до складу незалежної України.
В 2007 році під час зйомок фільму Тарас Бульба селі знімали деякі сцени з фільму.
14 серпня 2017 року шляхом об'єднання сільських рад, село увійшло до складу Слобідсько-Кульчієвецької сільської громади. Об'єднання в громаду має створити умови для формування ефективної і відповідальної місцевої влади, яка зможе забезпечити комфортне та безпечне середовище для проживання людей.
У 2021 році неподалік села, на іншому березі річки Баговичка, група молодиків заради хайпу та лайків спалила й відзняла процес спалення старого ЗАЗ-968М. А відео та фото виклали у соцмережах. Вчинок молодих людей викликав однозначно негативну реакцію.
Колишній орган місцевого самоуправління — Врубловецька сільська рада.

## Населення
Населення становить 189 осіб за даними перепису 2001 року.

### Мова
У селі поширені західноподільська говірка та південноподільська говірка, що відносяться до подільського говору, який належить до південно-західного наріччя.
100 % населення вказало своєю рідною мовою українську мову.

## Охорона природи
Село лежить у межах національного природного парку «Подільські Товтри». Поблизу Яруги під стрімким урвищем над Дністром зберігся камінь-останець, який селяни називають «Бабою». Колись «Баба» мала голову, але протягом останніх років втратила її та стоїть безголова. Також на схід від села розташована пам'ятка природи — «Врублівецький ліс».

### Козяча Церква
Гори «Козяча Церква» або ще «Замчище» розташовані неподалік на південь від села Яруга. Це мальовниче узгір'я вражає виглядом на Дністер, звідси відкривається панорама півострова, де лежить хутір Макарівка Чернівецької області, а за півостровом видно Велику Слобідку.
У 2007 році в цьому місці фільмували фінал кінострічки «Тарас Бульба». Останніх п'ять хвилин повісті Миколи Гоголя — спалення Тараса на кручі — знімали на монументальному камінні. Саме тут Богдан Ступка у ролі Тараса Бульби виголошував вкрай контроверсійну промову в фільмі.

## Постаті
- Свірський Олександр Олександрович (* 1942) — доктор медичних наук, професор.